# Cantón de Pontarion
El cantón de Pontarion era una división administrativa francesa, que estaba situada en el departamento de Creuse y la región de Limusín.

## Composición
El cantón estaba formado por diez comunas:
- Janaillat
- La Chapelle-Saint-Martial
- La Pouge
- Pontarion
- Sardent
- Saint-Éloi
- Saint-Georges-la-Pouge
- Saint-Hilaire-le-Château
- Thauron
- Vidaillat

## Supresión del cantón de Pontarion
En aplicación del Decreto n.º 2014-161 de 17 de febrero de 2014, el cantón de Pontarion fue suprimido el 22 de marzo de 2015 y sus 10 comunas pasaron a formar parte; nueve del nuevo cantón de Ahun y una del nuevo cantón de Le Grand-Bourg.